# اوگون تمیزکان‌اوغلو
اوگون تمیزکان‌اوغلو (انگلیسی: Ogün Temizkanoğlu؛ زادهٔ ۶ اکتبر ۱۹۶۹) بازیکن فوتبال اهل ترکیه است.
از باشگاه‌هایی که در آن بازی کرده‌است می‌توان به باشگاه فوتبال ترابزون‌اسپور، باشگاه فوتبال فنرباغچه، و باشگاه فوتبال قونیه‌اسپور اشاره کرد.
وی همچنین در تیم ملی فوتبال ترکیه بازی کرده‌است.